# 레이철 조이
레이철 조이 로젠츠바이크(영어: Rachel Zoe Rosenzweig, 1971년 9월 1일 ~)는 레이철 조이라는 이름으로 활동중인 미국의 유명 인사(셀러브리티)의 패션 스타일리스트이자, 패션 디자이너이다. 또한 패션 하우스, 뷰티 회사, 광고 대행사, 패션 잡지 디렉터이다.

## 사생활
조는 1991년 조지 워싱턴 대학교 재학 시절 은행 투자자의 로저 버먼과 만났다. 두 사람은 1996년 결혼식을 올렸고, 슬하에는 2명의 아들 "스카일러 모리슨 버먼"(Skyler Morrison Berman, 2011년 3월 출생)과 "카이 재거 버먼"(Kai Jagger Berman, 2013년 12월 출생)이 있다.